# Stalag II D
Stalag II D Stargard niemiecki obóz jeniecki na terenie Stargardu (niem. Stargard/Pomm.; dziś Stargard) funkcjonujący od września 1939 do lutego 1945. Następnie do dziś Zakład Karny Stargard.

## Kalendarium
- obóz został założony na militarnym terenie treningowym we wrześniu 1939. Uwięziono w nim polskich żołnierzy w celu uniemożliwienia im udziału w kampanii wrześniowej. Żołnierze z Kaszub byli w tym obozie po kampanii wrześniowej. Przez pierwszych kilka miesięcy żyli na otwartej przestrzeni albo w namiotach, podczas bardzo ostrej zimy zbudowano drewniane i ceglane baraki.
- w maju i czerwcu 1940 przywieziono francuskich i belgijskich żołnierzy wziętych do niewoli podczas bitwy o Francję.
- latem 1941 roku przetransportowano radzieckich jeńców pojmanych podczas planu Barbarossa.
- po włoskiej kapitulacji we wrześniu i październiku 1943 przywieziono jeńców włoskich.
- W 1942 utworzono w obozie grupę składającą się z ok. 450 jeńców jugosłowiańskich, którzy zostali skierowani do prac kolejowych w Szczecinie, następnie wysłano ich do obozu w Norwegii.
- w sierpniu 1942 dowieziono kanadyjskich żołnierzy wziętych do niewoli podczas rajdu na Dieppe.
- w połowie marca 1945 obóz został wyzwolony przez Armię Czerwoną.

## Ewakuacja i przesiedlenie
25 lutego 1945 większość z więźniów była zmuszona do ucieczki na zachód przed radziecką ofensywą, zanim zostali uwolnieni przez sprzymierzone wojsko w kwietniu 1945.

## Warunki życia
Warunki życia w obozie, szczególnie dla niższych stopniem więźniów, były tu znacznie lepsze niż w stalagach południowych. Pracujący w gospodarstwach rolniczych jeńcy mieli możliwość otrzymywania lepszego pożywienia.